# Продукт (економіка)
Проду́кт (від лат. produce(re) — створювати) — речовий або інтелектуальний результат людської праці, або речовина, яка служить матеріалом для виготовлення або вироблення чого-небудь, а також товар, який задовільняє бажання чи потреби ринку.
Загальною властивістю продукту на відміну від дарів природи є те, що в нього вкладена людська праця. Продукт може бути товаром, якщо він є об'єктом обміну. Продукти, виготовлені людиною для власного споживання, не виступають товарами.